# Деверел-Римбери
Культура Деверел-Римбери — название археологической культуры, существовавшей на территории Великобритании в середине бронзового века. Названа по двум курганам в графстве Дорсет, относится к периоду 1600—1100 гг. до н. э.
В настоящее время термин обычно относится к типу керамики, поскольку по мнению археологов, Деверел-Римбери не представляла собой единой культуры, но скорее ряд отдельных обществ с общими технологическими достижениями.
Керамика культуры Деверел-Римбери включала особые шарообразные сосуды с рифлёными или желобообразными украшениями, а также насечками, а также короткие толстостеные урны с декоративными элементами и отпечатками пальцев на ободках.
Характерными памятниками данной (псевдо)культуры являются (неверно названные) «кельтские поля», загоны для скота и погребения кремированных тел либо на кладбищах с погребальными урнами, либо под низкими круглыми курганами. Некоторые кремированные останки захоранивались в ранее существовавших курганах.
Образ жизни — фермерство и скотоводство.